# Tango ptaka
Tango ptaka – polski film obyczajowy z 1980 roku.

## Główne role
- Alicja Bienicewicz - Agata
- Emilian Kamiński - Robert
- Marek Probosz - Staszek
- Jerzy Łapiński - prezes
- Elżbieta Nowacka - trenerka
- Stanisław Michalski - bosman
- Bożena Igła - sterniczka
- Beata Poźniak - kelnerka

## Fabuła
Agata jest członkinią wioślarskiego klubu sportowego. Na najbliższych zawodach ma popłynąć w składzie reprezentacyjnej "ósemki". W tym czasie poznaje Roberta, ich znajomość przeradza się w miłość. Robert jednak okazuje się niegodny jej uczucia, oszukuje dziewczynę zdradzając ją z innymi kobietami. Wśród nich jest trenerka Agaty. Dziewczyna bardzo mocno to przeżywa.